# قوار مسنن

قوار مسنن (الاسم العلمي:Cyamopsis dentata) هي نوع نباتي يتبع جنس القوار من الفصيلة البقولية.